# Борид димарганца
Борид димарганца — бинарное неорганическое соединение
марганца и бора с формулой Mn2B,
красно-коричневые кристаллы.

## Получение
- Сплавление стехиометрических количеств чистых веществ:

{\displaystyle {\mathsf {2Mn+B\ {\xrightarrow {1580^{o}C}}\ Mn_{2}B}}}

## Физические свойства
Борид димарганца образует красно-коричневые кристаллы
тетрагональной сингонии,
пространственная группа I 4/mcm,
параметры ячейки a = 0,51484 нм, c = 0,42081 нм, Z = 4.